# Moorea-szigeti nádiposzáta
A Moorea-szigeti nádiposzáta (Acrocephalus longirostris) a verébalakúak (Passeriformes) rendjébe, ezen belül a nádiposzátafélék (Acrocephalidae) családjába és az Acrocephalus nembe tartozó faj. 20-22 centiméter hosszú. A Társaság-szigetekhez tartozó Moorea-szigeten él, 300-600 méteres tengerszint feletti magasságon. Súlyosan veszélyeztetett, egyes feltételezések szerint kihalt.

## Fordítás
- Ez a szócikk részben vagy egészben  a   Moorea reed warbler című angol Wikipédia-szócikk fordításán alapul.  Az eredeti cikk szerkesztőit annak laptörténete sorolja fel. Ez a jelzés csupán a megfogalmazás eredetét és a szerzői jogokat jelzi, nem szolgál a cikkben szereplő információk forrásmegjelöléseként.